# Cynanthus
Cynanthus är ett släkte med fåglar i familjen kolibrier. Släktet omfattar sex arter som förekommer från sydvästra USA till Costa Rica:
- Brednäbbad smaragd (C. latirostris)
- Maríassmaragd (C. lawrencei)
- Turkoskronad smaragd (C. doubledayi)
- Långstjärtad smaragd (C. auriceps)
- Cozumelsmaragd (C. forficatus)
- Svalstjärtad smaragd (C. canivetii)

De tre senare arterna fördes tidigare till Chlorostilbon. Genetiska studier visar dock att de är närbesläktade.